# شانه‌موش رویگ
شانه‌موش رویگ (نام علمی: Ctenomys roigi) نام یک گونه از سرده شانه‌موش است.